# Faldellín guayaquileño

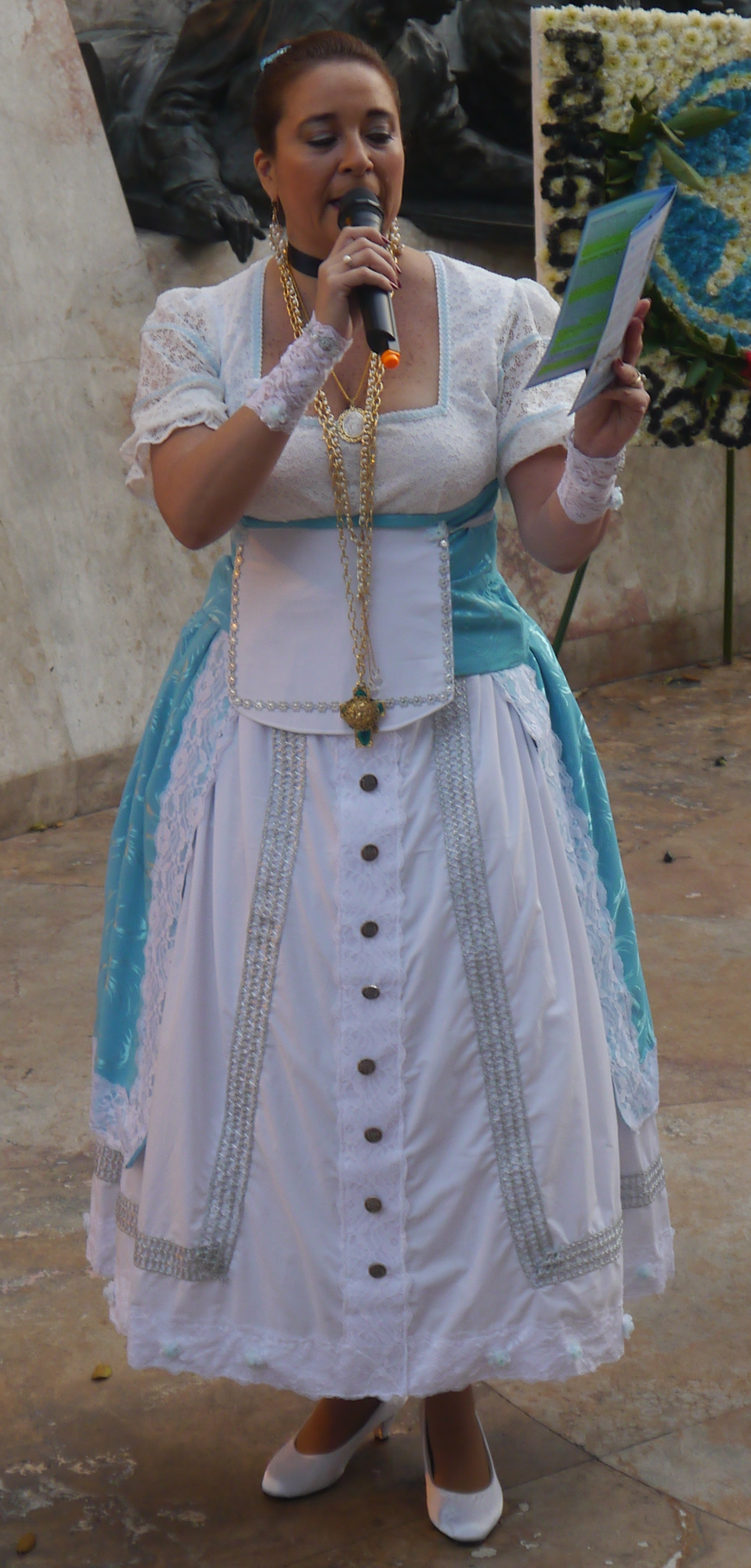
Representación del faldellín guayaquileño de fines del.

El faldellín guayaquileño es una especie de guardapiés que vestían las mujeres de Guayaquil que apareció en el siglo XVIII, abierto por delante, cruzado sobre sí mismo. Por debajo está guarnecido con una faja de media vara de ancho de otra tela superior sobre la cual forman dibujos los encajes, franjas que se asemejan al oro y plata, las cintas y los galones.